# Cirolana canaliculata
Cirolana canaliculata är en kräftdjursart som beskrevs av Tattersall 1921. Cirolana canaliculata ingår i släktet Cirolana och familjen Cirolanidae.
Artens utbredningsområde är havet kring Nya Zeeland. Inga underarter finns listade i Catalogue of Life.